# Карстовая
Ка́рстовая — деревня в Нижнеилимском районе Иркутской области России. Входит в Хребтовское муниципальное образование.
Станция Карстовая Восточно-Сибирской железной дороги на Байкало-Амурской магистрали.

## География
Находится на правобережье реки Муки (приток Купы), в 14 км к востоку от центра городского поселения, пгт Хребтовая, в 33 км по автодороге к северо-востоку от районного центра, города Железногорск-Илимский.

## Население
| 2002 | 2010 | 2011 | 2012 | 2013 | 2014 | 2015 |
| ---- | ---- | ---- | ---- | ---- | ---- | ---- |
| 24   | ↘14  | →14  | →14  | ↘13  | →13  | →13  |
| 2016 | 2017 | 2021 |      |      |      |      |
| →13  | →13  | ↘6   |      |      |      |      |

По данным Всероссийской переписи, в 2010 году в деревне проживало 14 человек (8 мужчин и 6 женщин).